# أورلوفكا
أورلوفكا قرية في مقاطعة كيمين من إقليم تشوي في قيرغيزستان. بلغ عدد سكانها حوالي 6،260 نسمة في عام 2009.
وهي مركز مجلس بلدية أورلوفكا. تأسست أورلوفكا عام 1910. وأصبحت مدينة في عام 2012.